# 수릉향탄금계표석
수릉향탄금계표석(綏陵香炭禁界標石)은 대한민국 대구광역시 동구 용수동에 있는 조선시대의 표석이다. 1990년 5월 15일 대구광역시의 문화재자료 제21호로 지정되었다.

## 개요
수릉(조선 헌종 부친인 익종의 묘)의 보호와 향탄(왕릉에 사용하는 목탄)의 생산을 위해 국가에서 지정한 일정구역의 출입을 금하고 있는 일종의 금지푯말이다.
표석은 높이가 낮고 옆으로 넓게 퍼진 자연석을 그대로 사용하였으며, 앞면에 세로로 두 글자씩 ‘수릉향탄금계’라고 새겨 놓았다. 이러한 표석은 이곳 이외에 1기가 더 있는데, 이러한 점으로 보아 이 지역 일대가 봉산으로 지정되었었음을 알 수 있다. 봉산제도는 조선 숙종 때 시작된 것으로 산림훼손의 방지를 위해 구역을 지정한 후 표지석을 세워 출입을 막았던 제도이다.
이 표석은 조선시대 산림정책의 한 부분을 잘 보여 주고 있는 것으로, 원래 이곳에서 10m가량 아래에 있던 것을 지금의 자리로 옮겨온 것이다.

## 같이 보기
- 수릉봉산계표석 - 대구광역시 문화재자료 제33호

## 참고 문헌
- 수릉향탄금계표석 - 국가유산청 국가유산포털